# Les Mal partis
Pour plus de détails, voir Fiche technique et Distribution.
Les Mal Partis est un film dramatique français réalisé par Sébastien Japrisot, sorti en 1976.
Adapté de son roman éponyme publié en 1950, le film narre les amours impossibles entre un jeune homme mineur et une religieuse. 

## Synopsis
En 1944, à Marseille, Denis, un adolescent de 14 ans, termine sa classe de 3e dans un collège de Jésuites. À l'occasion d'une visite aux malades d'un hôpital, il remarque sœur Clotilde, une jeune religieuse qui n'est pas insensible à son charme. Leur amitié grandit jusqu'à ce que la mère supérieure comprenne que leur relation évolue vers un sentiment amoureux. Malgré les conseils de leur entourage respectif et une séparation imposée, les deux jeunes gens cèdent à leur passion et finissent par s'enfuir pour passer l'été en Haute-Loire, dans une propriété de la famille de sœur Clotilde. Lorsque arrive la Libération, les interdits et la société les rattrapent.

## Fiche technique
- Titre : Les Mal Partis
- Réalisation : Sébastien Japrisot (crédité sous son vrai nom Jean-Baptiste Rossi)
- Photographie : Edmond Richard
- Scénario : Sébastien Japrisot, d'après son propre roman
- Musique : Éric Demarsan, Darry Cowl et Jean-Michel Defaye
- Production : Serge Silberman
- Société de production : Greenwich Film Productions
- Pays de production :  France
- Format : couleur
- Genre : drame
- Durée : 114 minutes
- Dates de sortie : 
  - France : 11 février 1976

## Distribution
- France Dougnac : sœur Clotilde
- Olivier Jallageas : Denis Leterrand
- Marie Dubois : la mère supérieure
- Jean Gaven : « Gargantua »
- René Havard : Le curé du village
- Martine Kelly : Madeleine
- Richard Leduc : « Poupée »
- Monique Mélinand : La boulangère
- Vincent Vallier : Prieffin
- Fred Personne : Le confesseur du couvent
- Pascale Roberts : Mme Leterrand
- Bernard Verley : M. Leterrand

## À noter
- Première réalisation de l'auteur-cinéaste, ce film a été crédité de mauvaises critiques à sa sortie, de même que d'un box-office médiocre (moins d'un million de spectateurs), ce qui explique probablement qu'il demeure une œuvre méconnue. Parmi les raisons invoquées par les critiques, on relève le sujet sulfureux, le manque d'expérience de Sébastien Japrisot derrière la caméra et un casting en partie décevant.